# The Reluctant Dragon
The Reluctant Dragon és el quart llargmetratge d'animació de Disney Studios. Estrenat el 1941, està en part inspirat en la novel·la infantil homònima de Kenneth Grahame, publicada el 1898. És el primer llargmetratge de Disney que presenta una barreja d'animació i acció en directe, excepte les seqüències intermèdies de Fantasia (1940). Per aquest motiu, no es considera un "Clàssic de Disney".
Tot i aquesta barreja, aquesta pel·lícula té una gran importància perquè presenta entre bastidors l'estudi Disney de Burbank i, a manera de documental, explica als espectadors el procés creatiu de l'animació. Com a tal, és un testimoni inestimable per a l'estudi Disney.

## Sinopsi
El còmic Robert Benchley visita Disney Studios per intentar vendre a Walt Disney una idea per a una pel·lícula d'animació: la història de «The Reluctant Dragon».

### La visita de l'estudi

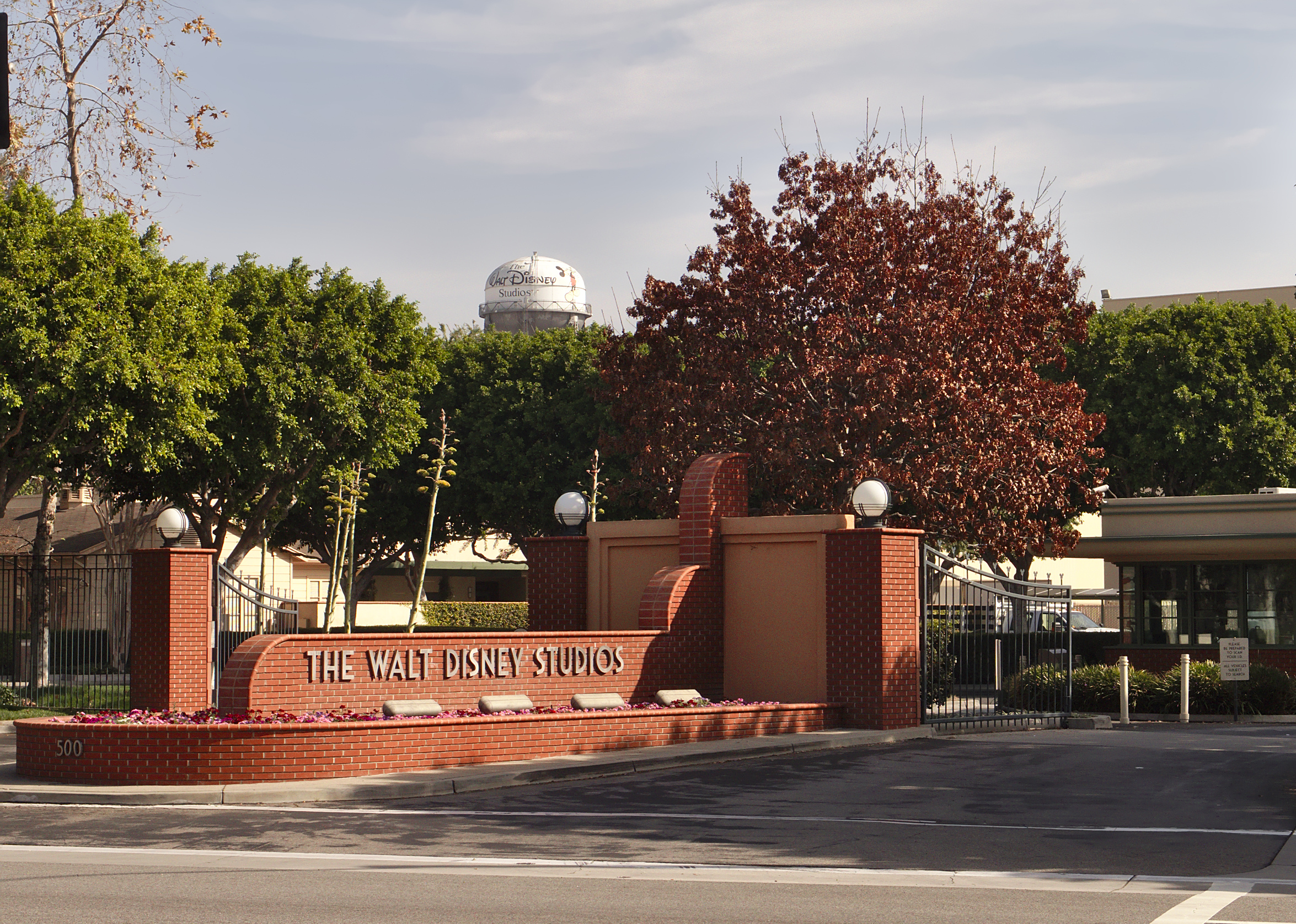
Entrada dels Estudis Disney a la Buena Vista Avenue

Tot tractant d'escapar al seu empipador jove guia, Benchley travessa diferents departaments de l'estudi Disney, en el si del complex flambant nou de Burbank. Hi descobreix allà les etapes clau de la realització d'un film d'animació:
- la classe d'art;
- l'estudi d'enregistrament, on dels artistes realitzen el foley d'un curt metratge (amb Casey Jr, el tren que es trobarà a Dumbo);
- la càmera multiplà;
- l'animació, amb una escena de Bambi i un extret de Old MacDonald Duck amb l'ànec Donald;
- el colorejat;
- el taller de pintura;
- la sessió de guió il·lustrat pel segment Baby Weems;
- la preprojecció d'un curtmetratge de Goffy: How to Ride a Horse.

Benchley arriba finalment a trobar Walt Disney a una sala de projecció, en l'ocurrència el Teatre Principal. A aquesta sala, Disney li proposa de mirar la preestrena de The Reluctant Dragon!

### Curtmetratges presentats
El recorregut és puntuat de diversos curtmetratges.
Baby Weems és la història d'un nadó qui neix amb el donatiu de la paraula i una extrema intel·ligència. Autèntic fenomen de fira, el nen és ràpidament acaparat pels més grans de tot el món en detriment dels seus pares. Però un mal refredat vindrà a posar les coses al seu lloc: el nadó perd totes les seves capacitats extraordinàries i esdevé un nen com els altres...
A How to Ride a Horse, seguim Goofy qui aprèn com pujar a cavall, al primer episodi de la sèrie de "Com fer..." (How to...).
Finalment a The Reluctant Dragon, seguim un nen petit que somia amb ser cavaller i caçador de dracs fins que descobreix l'amagatall d'un exemplar com cap altre. De fet, a aquest drac divertit li agrada passar-s'ho bé, jugar i cantar. No respira foc i, més que res, odia la lluita. El nen decideix ensenyar-li a comportar-se com un autèntic drac...

## Fitxa tècnica
- Títol original: The Reluctant Dragon
  - Altres títols originals : Ha Day at Disneys (difusió televisada) ; Behind the Scenes at Walt Disney Estudi (subtítol DVD)
- Realització: Alfred L. Werker assistit de Jasper Blystone (preses de vistes reals); Hamilton Luske assistit de Ford Beebe, Jim Handley, Erwin Verity (seqüències d'animació)
- Guió: Ted Sears, Al Perkins, Larry Clemmons, William Cottrell, Harry Clork i Robert Benchley[2]
  - The Reluctant Dragon : Erdman Penner i T. Hee a partir de Kenneth Grahame
  - Baby Weems : Joe Grant, Dick Huemer i John Pàg. Miller
- Imatge: Winton C. Hoch, Bert Glennon
- Efectes especials: Ub Iwerks, Joshua Meador
- Consultant Technicolor: Natalie Kalmus
- Direcció artística: Gordon Wiles
- Decoracions: Earl Wooden
- Concepció gràfica (seqüències d'animació) :
  - Direcció artística: Ken Anderson, Hugh Hennesy, Charles Philippi
  - Decoracions: Ray Huffine, Art Riley; no acreditat: Robert McIntosh[2]
  - Genèric: T. Hee[2]
- Animació: Jack Campbell, Walt Kelly, Ward Kimball, Fred Moore, Milt Neil, Wolfgang Reitherman, Claude Smith, David Swift, Harvey Toombs
  - No acreditats: Stephen Bosustow, Chester Cobb, Rex Cox, Ed Fourcher, George Goepper, Paul Murry, Frank Onaitis, Fred Oreb Jr., John Sibley, Louis Terri, Judge Whitaker, Bernard Wolf[2]
  - Efectes especials (no acreditats): Edwin Aardal, Jerome Brown, Brad Col·loca, George De Beeson, Ugo D'Orsi, Russell Dyson, Andy Engman, James Escalante, Art Fitzpatrick, Harry Hamsel, John Harbaugh, Jack Huber, Paul B. Kossoff, Fred Madison, Dick McDermott, John McManus, Art Palmer, Miles E. Pike, John Reed, George Rowley, Sandy Strother, Reuben Timmins, Don Tobin, Noel Tucker, Vernon G. Witt, Cornett Wood[2]
- So: Frank Maher
- Muntatge: Paul Weatherwax
- Música: Frank Churchill, Larry Morey,[2] Charles Wolcott
- Producció: Walt Disney ; Earl Rettig (productor delegat)
- Societat de producció: Walt Disney Produccions
- Societat de distribució: RKO Ràdio Pictures
- Pressupost: 600 000 USD
- Format: Colors - 35 mm- 1,37:1 - Mono (RCA Sound System)
- Durada: 72 minuts
- Data de sortida :  Estats Units 20 de juny de 1941

Excepte esment contrari, les informacions provenen de: Leonard Maltin i John Grant

## Repartiment
- Robert Benchley: ell mateix
- Walt Disney: ell mateix
- Frances Gifford: Doris, studio artist (artista d'estudi)
- Buddy Pepper: Humphrey, the studio guide (guia d'estudi)
- Nana Bryant: Mrs. Benchley
- Florence Gill: ella mateixa (veu de Clara Cluck)
- Clarence Nash: ell mateix (veu de Donald)
- Norman Ferguson: ell mateix
- Ward Kimball: ell mateix (animador de Goofy)
- Frank Churchill: ell mateix (pianista)
- Lester Dorr: Slim
- Frank Faylen: Frank, Orchestra Leader (director d'orquestra)
- Henry Hall: Studio Policeman (policia d'estudi)
- Fred Moore: ell mateix
- Steve Pendleton: Humphrey's boss (cap de seguretat)
- Wolfgang Reitherman: Artist (artista)
- Alan Ladd: Al, Baby Weems storyboard artist (artista de storyboard per Baby Weems)
- Jimmy Luske : Jimmy, Baby Weems model (model per Baby Weems)
- Gerald Mohr: Studio Guard (vigilant d'estudi)

### Veus originals
- Clarence Nash : Donald Duck

Baby Weems
- Gerald Mohr: Narrador
- Ernie Alexander: Baby Weems's father (Pare de Baby Weems)
- Art Gilmore: Franklin Delano Roosevelt
- Leone Le Doux i Raymond Severn: Baby Weems
- Eddie Marr: Walter Winchell
- Linda Marwood: Baby Weems' mother (Mare de Baby Weems)

How to Ride a Horse (Com fer equitació)
- John McLeish: Narrador
- Pinto Colvig: Goofy

The Reluctant Dragon (El Drac recalcitrant)
- Claud Allister: Sir Giles
- Barnett Parker: The Dragon
- Billy Lee: The Boy
- Val Stanton: Courier
- J. Donald Wilson: narrador

## Estrenes al cinema
Excepte esment contrari, les informacions següents són procedents de Internet Movie Database.
- Estats Units: 20 de juny de 1941
- Brasil: 28 de juliol de 1941
- Suècia: 1 de març 1943
- França: 7 de juliol de 1947
- Hong Kong: 9 de setembre de 1948
- Finlàndia: 15 de setembre de 1950
- Itàlia: 17 de novembre de 1951
- Alemanya Occidental: 26 de setembre de 1952
- Japó: 21 de març de 1956

## Sortides a vídeo
- 1991: VHS
- 1999: Capsa VHS amb el documental Frank and Ollie
- 3 décembre 2002: DVD amb la compilation Behind the Scenes at the Walt Disney Studio de la série des Walt Disney Treasures (només a la zona 1)

## Origen i producció
El film va ser produït per l'estudi Disney per dues raons. La primera és una resposta a les demandes del públic que desitjava visitar el lloc de naixement dels seus personatges favorits. En efecte, en aquell temps, la majoria dels estudis de producció permetien la visita de les seves safates de rodatges excepte Disney. A més, els estudis de Disney venien de traslladar-se a locals nous, els Walt Disney Estudis de Burbank. No es visiten encara als nostres dies però dos parcs temàtics reprenen aquest tema, a més dels regnes encantats construïts a la imatge de Disneyland. L'animació del film ha estat realitzada per la major part dels antics estudis de Hyperion Avinguda mentre les preses de vistes reals utilitzaven els nous locals. Steven Watts explica que «la imatge d'oasi brillant de creativitat i d'alegria al mig dels industrials obstinats del cinema» i la «combinació particular de producció industrial i de fantasia en el si de l'estudi» despertaven des dels anys 1930 l'interès del públic.

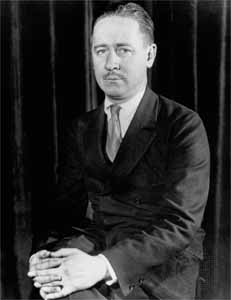
Robert Benchley l'any 1935.

La segona raó és l'obtenció d'ingressos per tal de llançar a continuació d'altres projectes. Els dos films Pinotxo i Fantasia, tots dos estrenats l'any 1940, no havien tingut els resultats esperats i, amb aquest film al pressupost reduït (600 000 $), Disney espera «obtenir un benefici substancial».

### Un documental sobre els estudis
El film és sobretot un documental d'acció en viu, però inclou algunes seqüències d'animació: un curtmetratge de Goofy How to Ride a Horse, un extret de l'animació del llargmetratge Dumbo escenificant el tren Casey Jr. i una adaptació de la història Dream Days (1898) de Kenneth Grahame, rebatejada The Reluctant Dragon i que tanca el film. Les preses de vista reals van ser realitzades sota la direcció d'Alfred L. Werker, un veterà de l'estudi 20th Century Fox durant la tardor 1940 als estudis de Burbank. L'actor principal Robert Benchley era un dels humoristes favorits dels americans de l'època.
Aquest ús de les preses de vistes reals realitzades en Technicolor és una primícia per Disney des de les Alice Comedies dels anys 1920 rodades en blanc i negre, encara que algunes escenes acompanyen el film Fantasia. El film comparteix amb Fantasia un altre tret, ell de la compilació de seqüències d'animació però, aquí, no són connectades per un tema comú com la música clàssica.

### Les animacions
El genèric del film comprèn caricatures realitzades per T. Hee de cada artista acreditat.
Casey Jr.
Aquesta seqüència d'animació d'algunes segones present una locomotora amb característiques antropomorfes amb l'objecte de presentar els efectes sonors al senyor Benchley i, pel seu intermediari, als espectadors. La locomotora qui tira aquí un tren de passatgers és batejada Casey Junior, apareix també a Dumbo.
A aquesta seqüència, el viatge de la locomotora es fa malgrat una tempesta i un pont trencat a sobre d'un barranc, que franqueja d'un salt, el que no és sense recordar el curtmetratge Trolley Troubles (1927) amb Oswald the Lucky Rabbit. La seqüència es va crear per aparèixer al llargmetratge Dumbo, previst per sortir quatre mesos més tard, però va ser tallada al muntatge.
Old MacDonald Duck
Després de mostrar els conceptes bàsics de l'animació amb dibuixos del personatge de l'ànec Donald, els elements destacats s'ajunten per convertir-se en un fragment del curtmetratge de Donald Farmer llavors en producció i posteriorment llançat el 12 de septembre de 1941.

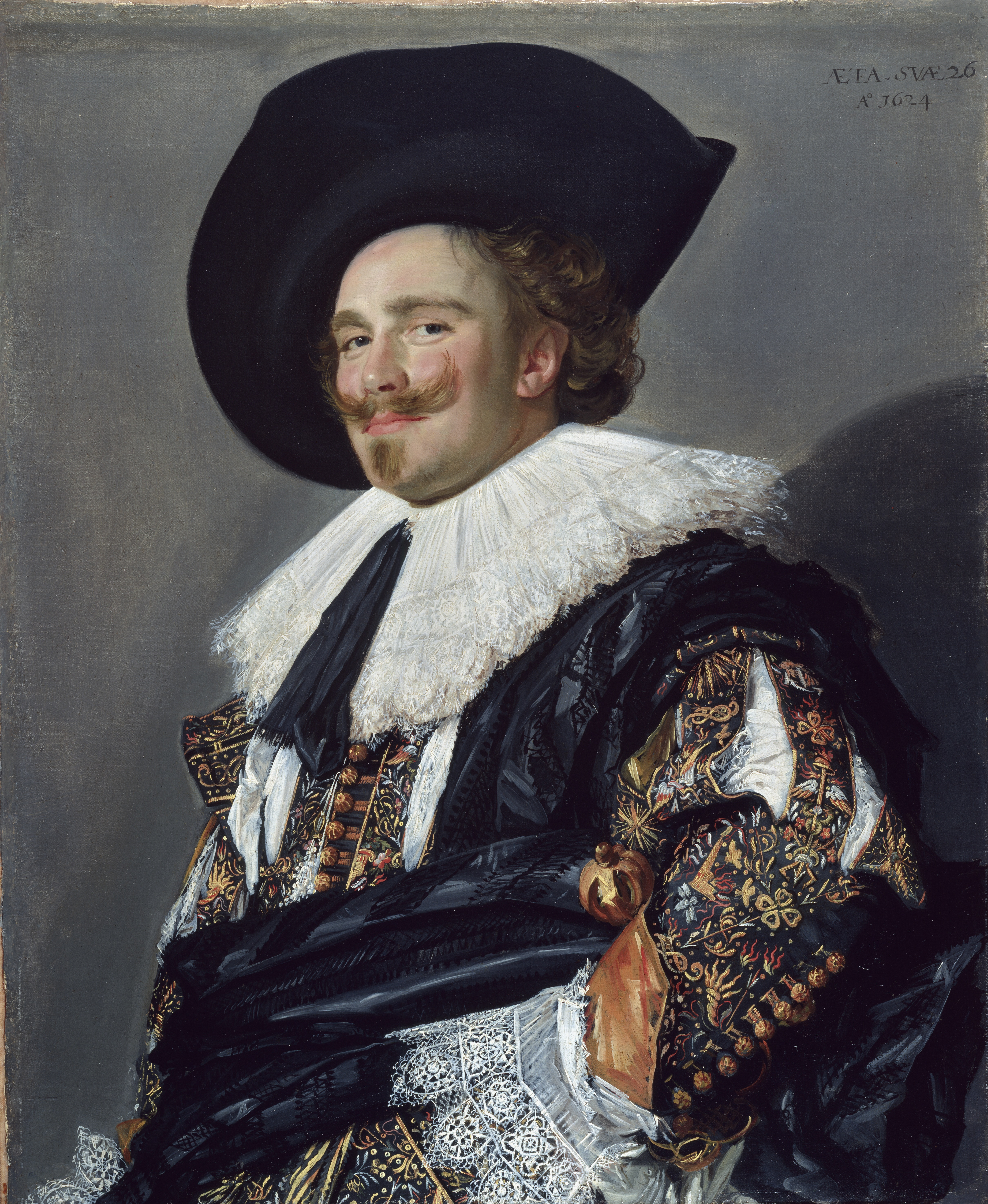
El Cavaller somrient (1624).

L'ànec Donald apareix més tard a la pel·lícula, com a personatges de grans mestre de la pintura. Aquest és un extracte d'un curtmetratge anomenat Museum Keeper (o Old Masters o Donald and the Old Masters) iniciat a finals de 1938 sota la direcció de Frank Tashlin però no produït. Una de les pintures representa Donald com El Cavaller somrient (1624) de Frans Hals. Les obres mestres revisades i corregides segons l'Univers de l'ànec de Disney han estat posteriorment publicades o copiades moltes vegades. Setze d'aquestes obres van ser reproduïdes en el número del 16 d'abril de 1945 de la revista Life.
BabyWeems
La seqüència amb el personatge de Baby Weems permet presentar el disseny d'un dibuix animat amb la presentació d'un invent de l'estudi Disney, el storyboard. Aquesta seqüència es realitza en «animació parcial», una successió d'imatges estàtiques, però amb un resultat «efectiu». La majoria de vegades el públic oblida que no és una animació completa. Aquesta animació està formada per imatges esbossades com si es tractés d'una simple juxtaposició de les imatges de l'storyboard, presentades amb precisió al principi i al final de la seqüència.
El guió d'aquesta seqüència és força senzill: en néixer, Herbert Weems va ser un nen prodigi dotat de parla i una intel·ligència excepcional. Després d'haver conegut els genis i grans homes de l'època (Einstein, Roosevelt...), va emmalaltir just abans de donar la solució als mals de la humanitat i, quan es va despertar a l'hospital, va tornar a ser un nadó normal per alegria dels seus pares.
Per a John Grant, aquesta seqüència és gràficament un «experiència estranya, difícil d'explicar a persones que no l'han viscut mai». També és un «deliciosa sàtira dels fenòmens efímers i del caràcter destructiu de la societat de consum».
How to Ride a Horse
A principis de la dècada de 1940, Jack Kinney, director encarregat de la sèrie amb Goofy, va proposar una nova evolució per al personatge: vol donar-li un paper més erudit i així oferir-li una gran font d'escenaris. Després d'una acollida entusiasta per part de Walt Disney, comença a treballar en un curtmetratge, How to Ride a Horse. Goofy comença la seva nova carrera, la de la subsèrie How To...
Aquest curtmetratge té molt d'humor, primer amb la discrepància entre el discurs erudit i segur del narrador, John McLeish, i l'exemple presentat per Goofy i la seva montura, batejada Percy. Tal com va assenyalar Jack Kinney, citat per Flora O'Brien i reprès per John Grant, Goofy mostra aquí «la manera més ridícula de muntar des que l'home va trepitjar un cavall prehistòric». Un altre element de l'humor és l'ús de la «càmera lenta» per trencar oficialment el moviment del jockey i el seu cavall però que permet, aquí, veure encara més maldestreses imperceptibles a velocitat normal.
Les escenes prèvies a aquest curtmetratge són una oportunitat per veure diverses personalitats d'estudi com l'animador Ward Kimball treballant. L'actor Pinto Colvig es presenta aquí com la veu i els efectes sonors de Goofy però, en realitat, l'actor havia estat absent dels estudis Disney des del 1937 i, per compensar-ho, els sons van ser extrets de les bandes sonores dels curtmetratges anteriors.
The Reluctant Dragon
El llibre que presenta la història del The Reluctant Dragon és una reedició de 1930 de l'obra original publicada a la col·lecció Dream Days i il·lustrada per E. H. Shepard, present a la biblioteca de l'estudi de Disney. Shepard també va il·lustrar Winnie-the-Pooh d'Alan Alexander Milne. El segment The Reluctant Dragon no és l'únic d'una novel·la de Kenneth Grahame: The Wind in the Willows, una seqüència de la pel·lícula The Adventures of Ichabod and Mr. Toad, és una adaptació de la novel·la El vent entre els salzes (The Wind in the Willows).
Segons el crític Richard Plant, el curtmetratge insígnia d'aquesta producció, The Recalcitrant Dragon, "no és «res més que un Ferdinand [the Bull] escalfat i engrandit. Per primera vegada, Disney és culpable de repetició». Grant assenyala que la seqüència també té semblances amb la seqüència de Peter and the Wolf de la pel·lícula Make Mine Music (1946), inspirada en el conte musical rus de Sergei Prokófiev Pere i el llop (1936). La semblança es deu principalment a la manca de por del nen petit pel dolent, aquí un drac i no un llop.
En aquesta seqüència, els personatges no tenen consistència real. És difícil identificar-se amb ells: el nen petit «que només serveix com a element fixador de la història», el drac amant de la poesia, el pare guardià de les ovelles però poc present i el caçador de dracs, Sir Giles, que és gran i comparteix l'amor per l'escriptura.
Albert Hurter va treballar en esbossos del drac, cavallers amb armadura i vilatans medievals. El drac és la caricatura d'un arquetípic alt dignatari britànic que «porta un monocle, prefereix beure te i llegir poesia que fer la guerra» i manlleva algunes característiques d'Oscar Wilde. És possible comparar aquest drac refinat i poètic amb les metamorfosis definitives de Madame Mim a The Sword in the Stone (1963), un drac rebel i impulsiu i Malèfica a La Bella Dorment (1959), més demoníaca. Els decorats, quadrats i propers als de la seqüència La simfonia pastoral de Fantasia (1940) s'inspiren en paisatges regionals a l'estil art déco de Grant Wood.

## Recepció i explotació
Després de la seva estrena a les sales de cinema, en alguns països, la pel·lícula mai es va tornar a estrenar íntegrament als cinemes. Els curtmetratges que inclou s'han reemès. La pel·lícula es va estrenar per al mercat no teatral l'any 1981 i des de llavors s'ha estrenat en DVD a la col·lecció Walt Disney Treasures l'any 2002 en una caixa titulada Behind the Scenes at the Walt Disney Studio. Per a John Grant, la pel·lícula The Recalcitrant Dragon, produïda al mateix temps i per les mateixes raons que Dumbo és «barata i de mala qualitat» mentre que Dumbo és «barata però brillant gràcies a la seva qualitat artística».
El curtmetratge How to Ride a Horse només es va estrenar als cinemes el 24 de febrer de 1950, sense cap modificació. Les seqüència de The Reluctant Dragon i Baby Weems mai es van estrenar als cinemes i, segons Leitch, aquesta última no va anar més enllà de l'etapa del storyboard, cosa que suggereix que el curtmetratge apareixia sense acabar a la pel·lícula.
El curtmetratge The Reluctant Dragon es va publicar en solitari l'octubre de 1975 en cinta de 16 mm i el 1987 en vídeo.
A la pel·lícula Objectif Lotus (1975), el restaurant xinès s'anomena The Reluctant Dragon, una forma d'homenatge -incongruent per a Mark Arnold- a la pel·lícula.

## Anàlisi
Christopher Finch considera The Reluctant Dragon com l'inici d'un canvi en les produccions de l'estudi Disney. La pel·lícula és principalment un documental sobre els estudis, però es va convertir en més que això amb l'ús d'un enllaç narratiu que imaginava la visita de Robert Benchley a l'estudi. La pel·lícula és sense pretensions i presenta d'una manera relaxada i alegre una versió una mica fictícia del mètode de treball de l'estudi.

### Un documental
Per a John Grant, el fet que aquest documental sigui un primícia amb acció en directe, un estrena recopilàtoria i que inclogui dos curtmetratges excepcionals, How to Horseback Ride i Baby Weems, en justifica l'estudi. No obstant això, el públic i la crítica van rebre negativament la pel·lícula a la seva estrena per diversos motius, com ara la seva vessant publicitària, el tractament de la seqüència clau «propera a l'engany» o ón les «síntesis enganyoses» sobre la producció de curtmetratges. Grant conclou que la seqüència insígnia «no és de la mateixa qualitat que les altres seqüències» i que el documental homònim «no és de l'estàndard de les tres funcions animades anteriors». Esther Leslie simplement anomena la pel·lícula «docuficció». Per a Barrier, la pel·lícula va costar al voltant de 6.350.000 dòlars americans i 541.840,86 dòlars després de l'estrena, el que va provocar una pèrdua de gairebé 100.000 dòlars.
Per a Pierre Lambert, «aquesta pel·lícula és avui un testimoni de l'edat daurada dels estudis Disney però va ser un fracàs quan es va estrenar als cinemes». Per a Jerry Beck, és essencialment un «treball del departament de relacions públiques de l'estudi». Beck indica que es poden veure al fons d'una escena documental, esbossos preparatoris del Captà Garfi, que testimonien que Peter Pan (1953) estava en producció en el moment del rodatge. Thomas M. Leitch declara, per la seva banda, que aquesta pel·lícula és només un collage de dos curtmetratges acabats, un tercer només en estat de storyboard i escenes de plans reals per connectar el conjunt, tot justificat per una necessitat de diners. Sean Griffin, en el seu estudi sobre l'homosexualitat a Disney, presenta la secuència del Reluctant Dragon com un «nivell d'acceptació del mascle efeminat fins i tot superior al del curt Ferdinand.

### Una visió idealitzada de l'estudi

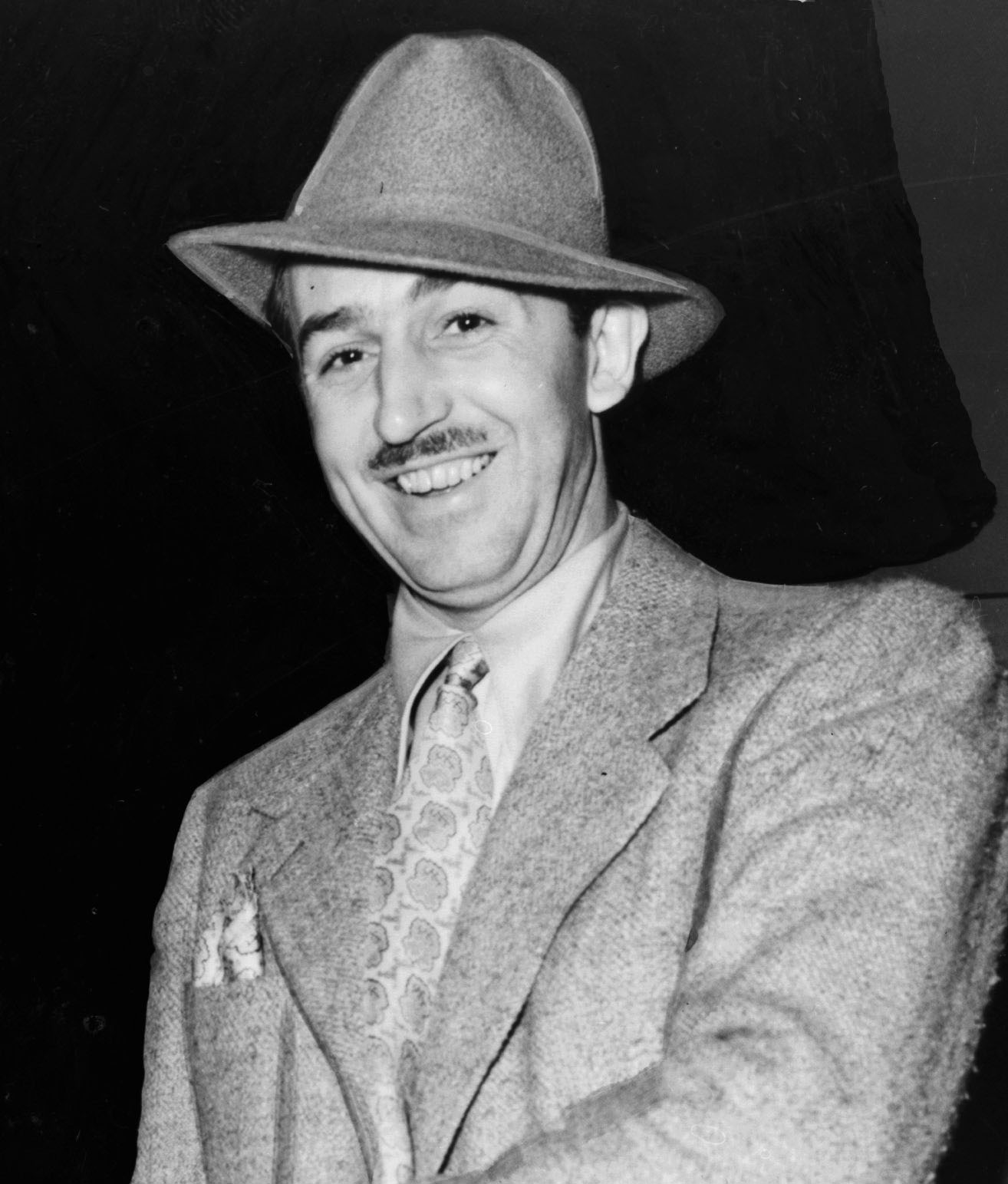
Walt Disney el 1938.

La pel·lícula compta amb un estudi «on s'hi treballa a gust», però la vaga de Disney Studios va esclatar un mes després de l'estrena de la pel·lícula. Beck afegeix que els empleats hi són «feliços i entusiastes» i fins i tot «alguns empleats de la pel·lícula són només actors». El periodista Paul Hollister va escriure en un article al Atlantic Monthly el 1940 que l'estudi acabat de completar era «tan severament alegre com un model d'exposició internacional, tan immaculat com un hospital i tan funcional com el laboratori dels somnis d'un científic». L'estudi es presenta com una estructura burocràtica que permet tant un treball racionalitzat com una creativitat capritxosa enmig de personalitats excepcionals. Leitch també assenyala que durant uns mesos l'estudi ja no va ser una empresa propietat exclusiva de Disney. El 2 d'abril de 1940, la companyia havia llançat la seva primera oferta de compra d'accions a la Borsa de Nova York.
Durant l'estrena de la pel·lícula al Pantages Theatre, els vaguistes es van manifestar amb cartells criticant Disney per pràctiques socials deslleials, baixos salaris, falta de reconeixement i favoritisme. A l'exterior d'un dels cinemes, els simpatitzants van marxar pel carrer vestits amb un vestit de drac que deia «The Reluctant Disney» (el Disney recalcitrant). Barrier afegeix a l'escena una caricatura de la cara de Walt Disney penjada del cos d'un drac amb la inscripció «Injuste» (injust).

## Títol en diferents idiomes
- Alemanya: Der Drache wider Willen, Walt Disneys Geheimnisse
- Espanya: El dragon chiflado
- França: Le Dragon récalcitrant
- Itàlia: Il drago recalcitrant / Il drago riluttante
- Finlàndia: Lempeä lohikäärme
- Suècia: Den fredliga draken